# مطار كواترو دي فيفيريرو
مطار كواترو دي فيفيريرو أو مطار لواندا (بالبرتغالية: Aeroporto Internacional 4 de Fevereiro)(بالسواحلية: Uwanja wa Ndege wa Kimataifa wa Quatro de Fevereiro)(إياتا: LAD، إيكاو: FNLU) هو مطار دولي، يخدم مدينة لواندا عاصمة أنغولا، ويعتبر المطار الرئيسي لدولة أنغولا.

## شركات الطيران
تقوم شركات الطيران التالية بتشغيل رحلات منتظمة منتظمة ومستأجرة في مطار لواندا كواترو دي فيفيريو:
| شركـات طيـران           | الوجهات |
| ----------------------- | --- |
| الخطوط الجوية الفرنسية  | مطار باريس شارل ديغول، مطار بوانت نوار |
| إير لينك                | مطار أوليفر ريجنالد تامبو |
| أسكاي                   | مطار لومي (تبدأ في 2 أغسطس 2023) |
| خطوط بروكسل الجوية      | مطار بروكسل الدولي، مطار ندجيلي |
| طيران الإمارات          | مطار دبي الدولي |
| الخطوط الجوية الإثيوبية | مطار أديس أبابا بولي الدولي |
| Fly Angola              | مطار 17 أيلول ‏، Dundo، Saurimo |
| الخطوط الجوية الكينية   | مطار مايا مايا، مطار جومو كينياتا الدولي |
| لوفتهانزا               | مطار فرانكفورت |
| الخطوط الجوية القطرية   | مطار حمد الدولي |
| الخطوط الملكية المغربية | مطار محمد الخامس الدولي |
| الخطوط الجوية الأنغولية | مطار أبيدجان الدولي، مطار كوتوكا الدولي، مطار مايا مايا، Cabinda، مطار كيب تاون، Catumbela، Dundo، مطار الملك شاكا الدولي (تبدأ في 3 أكتوبر 2023)، مطار روبرت غابريل موجابي الدولي، Huambo، مطار أوليفر ريجنالد تامبو، مطار ندجيلي، Kuito، مطار مورتالا محمد الدولي، مطار لشبونة، Lubango، Luena، مطار كينيث كاوندا الدولي، مطار مدريد باراخاس الدولي، مطار مابوتو الدولي، Menongue، Moçâmedes، Ondjiva، مطار بوانت نوار، Sal، مطار غواروليوس الدولي، مطار ساو تومي، Saurimo، Soyo، Uíge، مطار ويندهوك الدولي موسمي: مطار خوسيه مارتي الدولي، مطار بورتو الدولي |
| تاب برتغال              | مطار لشبونة، مطار بورتو الدولي |
| الخطوط الجوية التركية   | مطار إسطنبول الدولي، مطار ليون مبا الدولي |

## إحصائيات
|                                                  | الركاب    | التغيير عن العام السابق | عدد الطائرات | التغيير عن العام السابق | البضائع (طن متري) | التغيير عن العام السابق |
| ------------------------------------------------ | --------- | ----------------------- | ------------ | ----------------------- | ----------------- | ----------------------- |
| 2005                                             | 882،749   | ▲18.15%                 | 28،382       | ▲17.31%                 | 19،975            | ▲23.35%                 |
| 2006                                             | 1،128،442 | ▲27.83%                 | 22،213       | ▼21.74%                 | 33،876            | ▲69.59%                 |
| 2007                                             | غير متوفر | غير متوفر               | غير متوفر    | غير متوفر               | غير متوفر         | غير متوفر               |
| 2008                                             | 2،222،638 | غير متوفر               | 68،000       | غير متوفر               | 42،614            | غير متوفر               |
| 2009                                             | 2،430،794 | ▲ 9.37%                 | 65،843       | ▼ 3.17%                 | 53،339            | ▲25.17%                 |
| المصدر: المجلس الدولي للمطارات (السنة 2005-2009) |           |                         |              |                         |                   |                         |